# Рошелёво
Рошелёво — деревня в Стругокрасненском районе Псковской области. Входит в состав муниципального образования Марьинская волость. Находится в 20 км от административного центра  — пгт Струги Красные.
Население — 4 человека. В дачный сезон — до 50 человек.
Ближайшие населённые пункты — деревня Дубницы (Уселла), деревня Мошнино и деревня Корсаково. Рядом протекает река Угорня.
В деревне есть телефон. Магазин отсутствует.

## Достопримечательности
- В деревне три улицы: Приветная, Сиреневая и Липовая.
- Неподалёку от деревни в лесу, находится камень, сопоставимый по размерам с Гром-камнем.